# رودولف ینی
رودولف ینی (مجاری: Rudolf Jeny; ۲ مارس ۱۹۰۱ – ۱۴ مهٔ ۱۹۷۵) بازیکن فوتبال اهل مجارستان بود.
از باشگاه‌هایی که در آن بازی کرده‌است می‌توان به باشگاه فوتبال بوداپست هونود، باشگاه فوتبال اسپورتینگ، و باشگاه فوتبال ام‌تی‌کی بوداپست اشاره کرد.
وی همچنین در تیم ملی فوتبال مجارستان بازی کرده‌است.